# Рампарт (Аљаска)
Рампарт (енгл. Rampart) насељено је место без административног статуса у америчкој савезној држави Аљаска.

## Демографија
По попису из 2010. године број становника је 24, што је 21 (-46,7%) становника мање него 2000. године.
| Група             | 2000.    | 2010.    |
| Белци             | 3 (6,7%) | 1 (4,2%) |
| Афроамериканци    | 0 (0,0%) | 0 (0,0%) |
| Азијати           | 0 (0,0%) | 0 (0,0%) |
| Хиспаноамериканци | 0 (0,0%) | 0 (0,0%) |
| Укупно            | 45       | 24       |